# SWMM
SWMM (англ. Storm Water Management Model) — програмний комплекс для динамічного моделювання управління дощовим стоком, розроблений Агенцією США з охорони навколишнього середовища (US EPA), використовується для довгострокового (неперервного) моделювання гідрологічних параметрів та якісних показників дощового стоку з урбанізованих територій.

## Принцип роботи
Гідрологічний компонент SWMM працює над колекцією підбасейнів для областей, розділених на непроникні й проникні області й без зберігання депресії передбачити поверхневий стік і стік шкідливих речовин отриманих від атмосферних опадів, випаровування і просочування втрати від кожного підбасейну.